# Киевская губерния
Ки́евская губе́рния — административно-территориальная единица, существовавшая с 1708 по 1781 и с 1796 по 1925 год.
Впервые Киевская губерния была сформирована и входила в Русское царство и Российскую империю с 1708 года по 1781 год, затем была преобразована в Киевское наместничество.
В 1796 году Киевская губерния была возобновлена и входила последовательно в Российскую империю, Украинскую Народную Республику, Украинскую Державу и Украинскую ССР с 1796 года по 1925 год.
Губернский город — Киев.

## Первая Киевская губерния

### История
Впервые большая Киевская губерния была образована Петром I из территорий Малой России, а также Севского и части Белгородского разрядов Русского царства при первом разделении Русского царства на губернии 18 (29) декабря 1708 года и первоначально включала 55 городов.
В 1719 году разделена на 4 провинции: Белгородскую, Киевскую, Орловскую и Севскую.
В 1728 году из выделенных Белгородской, Орловской и Севской провинций образована новая Белгородская губерния.
Губернское правление в первой Киевской губернии учреждено Указом от 7 ноября 1775 года.

## Киевское наместничество
Указами от 16 и 18 сентября 1781 года Киевская губерния преобразована в наместничество в составе 9 уездов.

## Возобновление Киевской губернии

### История
Указами 30 ноября, 12 и 31 декабря 1796 года из части уездов Брацлавского, Киевского и Волынского наместничеств учреждена новая Киевская губерния, причём часть губернии, находившаяся на левобережье Днепра, отошла к Малороссийской губернии.
Административно-территориальное деление окончательно оформилось к началу XX века, когда в губернии стало 12 уездов и 205 волостей, 12 городов, 111 местечек и 7339 остальных населённых пунктов.
В феврале 1855 года в губернии вспыхнуло крупное восстание которое царские войска смогли придушить лишь к апрелю.
В июне 1925 года Киевская губерния, как и остальные губернии Украинской ССР, была упразднена.

### Земские учреждения
При введении земских учреждений в 1864 году губерния была оставлена неземской. В 1903 году было принято «Положение об управлении земским хозяйством в губерниях Витебской, Волынской, Киевской, Минской, Могилёвской, Подольской», по которому в губернии вводился модифицированный порядок земского управления, с назначением всех членов земских управ и земских гласных от правительства. Данный порядок был признан неудачным, после чего с 1910 разрабатывался законопроект о введении в этих губерниях выборных земских учреждений, но также с исключениями из общего порядка, направленными на отстранение от участия в земствах польских землевладельцев. Принятие данного закона в 1911 году сопровождалось острым политическим кризисом (см. Закон о земстве в западных губерниях). Выборное земство в этих шести губерниях действовало с 1912 года.

### Геральдика
Герб губернии утверждён 8 декабря 1856 года. Описание герба: «В лазуревом поле святой Архистратиг Михаил в серебряном одеянии и вооружении, с пламенеющим мечем и серебряным щитом. Щит увенчан Императорскою короною и окружен золотыми дубовыми листьями, соединенными Андреевскою лентою».
- Официальный герб губернии (изд. МВД, 1880)
- Герб губернии (изд. Сукачова, 1878)
- Современный рисунок герба губернии (2000-е годы)

## География
Киевская губерния занимала северо-восточный угол Юго-Западного края и была расположена по среднему течению реки Днепр. На севере она простиралась до 51°30' северной широты, на западе — до 1°50' западной долготы (от Пулково), на востоке — до 2°40' восточной долготы (от Пулково), на юге — до 48°25' северной широты. На севере она граничила с Минской губернией, на западе — с Волынской и Подольской губерниями, на юге — с Подольской и Херсонской губерниями, на востоке — с Черниговской и Полтавской губерниями. Естественные границы имелись только на востоке (река Днепр на протяжении 406 вёрст, а именно с Черниговской губернией — на протяжении 136 вёрст и с Полтавской — 270 вёрст). Наибольшее протяжение Киевской губернии с севера на юг около 316 вёрст, с запада на восток — около 337 вёрст. Всё пространство губернии в конце XIX века составляло чуть менее 51 тысячи км² (по сведениям военно-топографической съёмки — 44 730 квадратных вёрст, по измерению Швейцера — 44 414 квадратных вёрст, по исчислению генерала Стрельбицкого — 44 800 квадратных вёрст, по сведениям местного статистического комитета (без рек, озёр, дорог и площади населённых мест) 4 110 364 десятины или 39 459,5 квадратных вёрст).
По характеру рельефа Киевскую губернию в XIX веке обычно делили на три части — низменную северную, холмистую среднюю (так называемые «отроги Карпат») и степную южную (возвышенное плато). Такое деление новых гипсометрических работ (генерала А. Тилло и др.) оказалось лишённым основания. Поверхность Киевской губернии составляла часть Западнорусской возвышенности, протягивающейся с северо-запада на юго-восток и не имеющей ничего общего с Карпатами ни орографически, ни геологически. Возвышенность эта имеет довольно пологий постепенный склон к северу, где она незаметно переходит в низменность Полесья, и такой же пологий склон к северо-востоку, но здесь она круто обрывается к долине Днепра, образуя его нагорный правый берег. В юго-западной части губернии абсолютная высота многих точек превышает 100 саженей, на северо-западе общая высота площади не превосходит 80 саженей над уровнем моря. На востоке и северо-востоке, вблизи долины Днепра, возвышенность эта изрезана многочисленными долинами речек (правых притоков Днепра), а также густой сетью деятельных оврагов и расчленена на отдельные массивы или холмы денудационного происхождения. В меньшей степени такое же расчленение замечается в южной и юго-западной полосе губернии, в области речек бассейна Южного Буга. Все эти неровности рельефа Киевской губернии обязаны своим происхождением исключительно размывающей деятельности воды, развитию многочисленных речных долин и оврагов. В небольшой юго-восточной части Каневского уезда, от села Трактемирова до города Канева, замечаются следы горообразовательных (тектонических) процессов, независимых от Карпатских гор.
Низменности занимают приблизительно треть губернии на севере (большую часть Радомысльского и Киевского уездов, к северу от Киево-Брестского шоссе), составляющую нераздельную часть Полесья, а также приднепровскую полосу Черкасского и Чигиринского уездов (шириной до 25 и более вёрст).
Наиболее (абсолютно) высокие точки в губернии находятся на западной границе Бердичевского уезда, в Сквирском уезде, в Таращанском уезде и в Уманском уезде; в Чигиринском уезде более значительные абсолютные высоты встречаются только на юго-западе (село Цветна), а восточная часть его низменна; в Каневском уезде — на юго-западе, реже на востоке; значительно меньше высоты в уездах Киевском, Радомысльском, Васильковском, Звенигородском и Черкасском. Несмотря на общий подъём площади губернии с востока на запад, наиболее значительные относительные высоты находятся на востоке, близ Днепра, где именно указывались «отроги Карпат». Весьма крутые и обрывистые склоны имеют также развивающиеся овраги (в тех же двух уездах), которые ежегодно уничтожают часть удобных земель и образуют новые холмы.
Орошение Киевской губернии реками было довольно обильным. Главная (и единственная судоходная) река губернии — Днепр — протекала в Киевской губернии на протяжении 406 вёрст (от села Кочибеевка до города Новогеоргиевска). Большая часть рек Киевской губернии принадлежит бассейну Днепра и составляет его правые притоки: Припять, принадлежащая Киевской губернии на протяжении 72 вёрст своего течения и впадающая в Днепр в 93 верстах выше Киева, с притоком Уж (ширина Припяти близ устья 120—200 саженей, глубина от 2 до 5 саженей); Тетерев с притоками Иршей, Здвижем и Гнилопятью; Ирпень с притоком Унавой; Рось (длиной в 282 версты) с притоками Растовицей, Каменкой, Россавой и Гороховаткой; Ольшанка, Стугна, Красная и Тясьмин (длиной в 161 версту) с притоком Ирклейцем. Бассейну Южного Буга принадлежат реки Ятрань, Горный Тикич и Гнилой Тикич (притоки реки Синюхи) и Собь.
Больших озёр в Киевской губернии не было. Болота более или менее обширных размеров (отчасти торфяные) находятся в Радомысльском уезде, по рекам Здвижу, Ирпени и Припяти, а также в Черкасском уезде, в долине Днепра; наиболее замечательные из них — Ирдынское болото и Цыганское болото (при устье Припяти). На многих речках имеются более или менее обширные пруды.
В большей части губернии подпочву образовывал лёсс, и почва представляла собой очень плодородный чернозём. В Радомысльском уезде и северной части Киевского уезда значительные пространства были заняты песчаными почвами (образовавшимися за счёт ледниковых отложений); глинистые и песчаные почвы — также в местах выхода на поверхность гранитов и других кристаллических горных пород. В южной полосе губернии почвы ближе к степному типу, в северной полосе — к типу лесных почв; в долине Днепра почву составляли аллювиальные пески.

## Геологическое строение
Геологическое строение Киевской губернии довольно сложно. На территории губернии известны геологические образования весьма различного возраста и состава, принадлежащие системам лаврентьевской, юрской, меловой, третичной и послетретичной. Наиболее древними из них являются разнообразные кристаллические породы зернистого строения: многочисленные разновидности гранитов, разнообразные сиениты, габбро (лабрадориты) и гнейсы. Все эти кристаллические породы выступают на поверхность главнейшим образом в западной и южной частях губернии; в западных и юго-западных уездах они образуют местами поверхностную почву, но чаще всего обнажаются в долинах рек, будучи прикрыты сверху более новыми отложениями. Без сомнения, кристаллические породы протягиваются на глубине под всей площадью губернии. Мощность их неизвестна, но весьма велика. Наиболее близкие к востоку выходы кристаллических пород находятся в уездах Черкасском и Чигиринском (Каменка на реке Тясьмине). Поверхность их вообще представляет склон с запада на восток и с юга на север, вблизи Днепра они скрываются под осадочными породами, заполняющими также все впадины и неровности кристаллического массива. Массив этот повсюду разбит сложной системой трещин и местами носит на себе следы весьма древних дислокаций (складчатые гнейсы Звенигородского уезда); выветривание его даёт разнообразные продукты.
Из осадочных пород Киевской губернии самые древние — юрские отложения (зелёные пески мощностью до 65 футов, чёрные сланцеватые глины — до 84 футов и мергельные песчаники — до 35 футов), довольно богатые окаменелостями (главным образом аммониты, белемниты и зубы рыб); они сильно дислоцированы и развиты только в небольшой части Каневского уезда. Несравненно большое распространение имеют прикрывающие их меловые отложения, отчасти выступающие на поверхность в Каневском уезде, отчасти скрытые на глубине в восточной полосе губернии. Меловые отложения Киевской губернии составляют продолжение Черниговских и на западе простираются недалеко от Днепра. Наиболее распространены и разнообразны в Киевской губернии третичные отложения, лежащие на востоке — на меловых, а на западе — на кристаллических породах. Состав их довольно сложен: древнее других эоценовые пески и песчаники так называемого трактемировского и бучакского ярусов; выше лежат фосфоритовые (апатитовые) крупнозернистые пески мощностью в 10 футов, простирающиеся до северной границы губернии и далеко на запад от Днепра; их покрывает весьма мощный пласт (90 футов) тонко отмученной, так называемой спондиловой глины, покрывающей собой почти всю северо-восточную часть губернии и переходящей за Днепр, в Полтавскую и Черниговскую губернии. Выше спондиловой глины лежат лишённые окаменелостей третичные отложения, покрывающие собой всю площадь губернии и местами (на юге и юго-западе) непосредственно покоящиеся на кристаллических породах. Эти отложения состоят из зелёных песков (мощностью до 45 футов), белых песков (до 65 футов) и пёстрых глин (до 45 футов); последний пласт во многих местах отсутствует (размыт) и причисляется некоторыми учёными к послетретичным образованиям. Ледниковые или послетретичные образования также покрывают собой всю площадь губернии; они состоят из разнообразных песков, из валунной или моренной глины (с эрратическими валунами северных пород) и лёсса. Граница валунных глин (южная) проходит по южным и юго-западным окраинам Чигиринского, Черкасского, Каневского и Радомысльского уездов; среди валунов встречаются финляндские и скандинавские породы. В лёссе найдены кости млекопитающих (мамонта и др.) и остатки доисторического человека (каменного века).
Киевская губерния очень богата почвенными и ключевыми водами. На поверхность выступают местами воды четырёх горизонтов — на валунных глинах, на пёстрых глинах, на спондиловой глине и воды из кристаллических пород. Сверх того, многочисленными буровыми скважинами констатировано два горизонта артезианских вод. Артезианские колодцы имеются в настоящее время в городе Киеве, Василькове и в селе Дитятках (на писчебумажной фабрике).

## Полезные ископаемые
Полезные ископаемые Киевской губернии были многочисленны и разнообразны. Из строительных камней были известны и отчасти разрабатывались разнообразные сорта гранитов (до 3000 кубических саженей, или 29 тысяч м³, в год), габбро или лабрадоритов (по красоте не имевших себе равных во всей Европе, до 700 кубических саженей (около 7 тысяч м³) ежегодно добывалось на двух месторождениях — в селе Городище Черкасского уезда и в селе Каменный брод Радомысльского уезда), сиенитов (село Поповка Черкасского уезда) и гнейсов (главным образом в Звенигородском и Уманском уездах), также мрамор (село Козиевка Радомысльского уезда, не разрабатывалось). Жерновые камни выделывались в городе Чигирине, местечке Трактемирове и во многих местах Звенигородского уезда. Из глин наиболее разрабатывались киевская спондиловая глина и лёсс (на кирпич) и пёстрые глины (на горшечные и кафельные изделия); многочисленные месторождения каолина почти не разрабатывались; фаянсовая глина в верхнем горизонте белых песков в Межигорье, близ Вышгорода. В Киевской губернии встречались также графит (в Черкасском и Каневском уездах), фосфорит (в слое фосфоритовых песков), железные руды и минеральные краски (в Радомысльском уезде), торф (в болотах) и янтарь (Киев, Гвоздов, Хотов). Ископаемый бурый уголь — залежи в Звенигородском уезде (см. Екатеринополь).

## Климат
Климат губернии умеренный, как в отношении температуры, так и влажности, и благоприятный для развития растительности. Находясь на границе лесной и степной областей, Киевская губерния не представляет климатических крайностей, им свойственных. Продолжительных морозов, засух и излишней влажности воздуха здесь не бывает. Весна начинается вообще в начале марта, лето — в конце мая, осень — с середины сентября, зима — с конца ноября, но устанавливается только в конце декабря. Реки вскрываются в конце марта, замерзают в середине декабря. Температура воздуха в различных частях губернии неодинакова, она в среднем для каждого месяца и для всего года ниже на севере и востоке, чем на юге и западе губернии (главнейшие данные приведены в статье Киев). На крайнем западе губернии, в Бердичеве, средняя температура воздуха в январе −5,4°, в апреле +6,8°, в июле +18,6°, в октябре +8,2°; средняя температура года +7,2°. Количество атмосферных осадков в течение года вообще превышает 500 мм; больше всего выпадает атмосферных осадков летом (в июле), особенно на северо-востоке губернии; число ясных дней в году незначительно (около 10 %); летом нередки грозы, приходящие с запада и юго-запада.

## Флора и фауна
Топографическое разделение губернии на северную — низменную полосу и южную — возвышенную приблизительно совпадало с распределением в ней растительности. Большая часть уездов Радомысльского и Киевского принадлежало к лесной области, образуя собой начало Полесья; остальная часть губернии представляла переходную полосу между лесной и степной областями (так называемое «предстепье»). В Полесье, на песчаной и болотистой почве, преобладали хвойные деревья (главным образом сосна), с небольшой примесью лиственных; южнее — леса и рощи состоят из дуба, берёзы, осины, ольхи, граба, ясеня, бука, ивы и других пород. В возвышенной южной части губернии почти вся земля была распахана. Флора Киевской губернии подробно описана в сочинении профессора И. Ф. Шмальгаузена «Флора юго-западной России» (Киев, 1886). Как считалось, во флоре Киевской губернии сохранились со времени ледникового периода некоторые альпийские растения, свойственные горным вершинам. Фауна Киевской губернии в общем была сходна с фауной чернозёмной полосы России вообще, но между северной и южной частями губернии и в этом отношении было различие. В сплошных лесах Радомысльского и Киевского уездов встречались дикие животные, неизвестные на юге: (белка, куница, глухарь, рябчик, изредка бобр и др.); повсеместно были распространены волк, лисица, заяц, крот, ёж, некоторые насекомоядные и хищные птицы; на юге — аист и журавль. Рыбная фауна губернии, некогда очень богатая (по К. Ф. Кесслеру — до 5-7 видов рыб, в том числе белуга весом до 20 пудов (326 кг), сом — до 15 пудов (около 245 кг), карась — до 5 фунтов (около 2 кг), щука — до 60 фунтов (около 25 кг), осётр — до 7 пудов (около 115 кг), форель и др.), к началу XX века значительно уменьшилась, вследствие хищнического истребления рыбы. Из беспозвоночных животных пресноводные губки (6 видов по классификации XIX века), ракообразные (до 154 видов по классификации XIX века) и жесткокрылые (1024 вида по классификации XIX века).

## Население
По переписи 1897 года жителей было 3 559 229 (1 767 288 мужчин и 1 791 941 женщина); по числу жителей Киевская губерния занимала первое место среди всех губерний России, по плотности населения — третье (после Московской и Подольской губерний). Плотность населения в конце XIX века — около 72,8 человек на 1 квадратную версту. Городское население состояло из 459 253 человек, в том числе в Киеве около 248 тысяч. Прирост населения в 1892 году — 1,17 %. Выселились в другие губернии, в том же году, 94 крестьянских семейства, в составе 495 душ; видов на отлучки (отхожие промыслы) взято крестьянами 85 114. Жителей в Киевской губернии к 1 января 1894 года числилось 3 277 019 (1 627 962 мужчины и 1 649 057 женщин). Дворян потомственных 19 548, личных 13 865, духовенства чёрного 1521, белого 14 382, почетных граждан потомственных 6211, личных 8881, купцов 8823, мещан 729 892, крестьян 2 299 650, колонистов 7588, военного сословия 151 948, иностранных подданных 7726, прочих 6984. Православных 2 738 977, раскольников 14 888, католиков 91 821, протестантов 6820, евреев 423 875, магометан 638.

### Религия
Православных — 2 983 736, иудеев — 433 728, католиков — 106 733 (поляки, немцы) и других. Монастырей и пустынь было 28, из них 9 женских. 13 мужских и 4 женских монастыря находились в городе Киеве и его уезде. Православных церквей и соборов 1562, часовен 52, старообрядческих (по терминологии того времени — «раскольничьих») монастырей 2 и молелен 17, римско-католических 57 костелов и 76 каплиц, протестантских 4 церкви и 13 молитвенных домов, еврейских 84 синагоги и 402 молитвенных дома.

### Национальный состав
Малорусы — 2 819 145 — 79 %, евреи — 430 489 — 12 %, великорусы — 216 000 — 6 %, поляки — 68 791 — 1,9 %.
Национальный состав в 1897 году по уездам:
| Уезд             | малороссы | евреи  | великороссы | поляки | немцы |
| ---------------- | --------- | ------ | ----------- | ------ | ----- |
| Губерния в целом | 79,2 %    | 12,1 % | 5,9 %       | 1,9 %  | …     |
| Бердичевский     | 66,9 %    | 23,1 % | 3,6 %       | 5,8 %  | …     |
| Васильковский    | 83,6 %    | 12,1 % | 2,2 %       | 1,8 %  | …     |
| Звенигородский   | 88,0 %    | 9,7 %  | 1,4 %       | …      | …     |
| Каневский        | 88,7 %    | 9,7 %  | …           | …      | …     |
| Киевский         | 56,2 %    | 11,1 % | 26,6 %      | 3,4 %  | 1,1 % |
| Липовецкий       | 82,0 %    | 15,0 % | 1,1 %       | 1,9 %  | …     |
| Радомысльский    | 78,4 %    | 13,1 % | 3,9 %       | 1,9 %  | 2,3 % |
| Сквирский        | 83,5 %    | 12,5 % | 1,3 %       | 2,4 %  | …     |
| Таращанский      | 87,6 %    | 9,4 %  | …           | 1,8 %  | …     |
| Уманский         | 85,4 %    | 11,7 % | 1,8 %       | …      | …     |
| Черкасский       | 84,9 %    | 9,8 %  | 4,2 %       | …      | …     |
| Чигиринский      | 89,4 %    | 8,6 %  | 1,4 %       | …      | …     |

В 1897 году среди городского населения губернии (459 253 чел.) распределение по родному языку было следующим: великорусский — 152 190 чел. (33,14 %), еврейский — 142 222 чел. (30,97 %), малорусский — 129 354 чел. (28,17 %), польский — 21 581 чел. (4,7 %), немецкий — 4767 чел. (1,04 %), белорусский — 3409 чел. (0,74 %), татарский — 1442 чел. (0,31 %).

### Дворянские роды
- Годлевские
- Желеховские
- Жоховские
- Жуковские
- Заремба
- Иваненки
- Иваницкие
- Искра
- Витковские

## Административное деление
В конце XIX века в состав Киевской губернии входило 12 уездов (Бердичевский, Васильковский, Звенигородский, Каневский, Киевский, Липовецкий, Радомысльский, Сквирский, Таращанский, Уманский, Черкасский, Чигиринский), 40 станов и 203 волости; населённых мест — 10 968, из них 12 городов и 109 местечек. В 1798 вместо Екатеринополя уездным городом назначена Звенигородка, в 1800 вместо Богуслава уездным городом сделан Канев, вместо Пятигор — Тараща. В 1846 в состав губернии вошёл Бердичев и стал центром уезда вместо Махновки.
| №  | Уезд           | Уездный город              | Герб уездного города | Площадь, вёрст² | Население, чел. |
| -- | -------------- | -------------------------- | -------------------- | --------------- | --------------- |
| 1  | Бердичевский   | Бердичев (77 823 чел.)     |                      | 2953,9          | 172 490 (1889)  |
| 2  | Васильковский  | Васильков (17 794 чел.)    |                      | 3961,7          | 263 261 (1889)  |
| 3  | Звенигородский | Звенигородка (13 127 чел.) |                      | 2893,8          | 236 280 (1889)  |
| 4  | Каневский      | Канев (9 135 чел.)         |                      | 2868,6          | 242 229 (1892)  |
| 5  | Киевский       | Киев (188 488 чел.)        |                      | 4958,0          | 452 904 (1894)  |
| 6  | Липовецкий     | Липовец (8 968 чел.)       |                      | 2540,6          | 210 946 (1894)  |
| 7  | Радомысльский  | Радомысль (11 154 чел.)    |                      | 8429,0          | 319 016 (1897)  |
| 8  | Сквирский      | Сквира (16 265 чел.)       |                      | 3270,1          | 265 538 (1897)  |
| 9  | Таращанский    | Тараща (11 452 чел.)       |                      | 2934,3          | 246 023 (1897)  |
| 10 | Уманский       | Умань (28 628 чел.)        |                      | 3774,2          | 322 638 (1897)  |
| 11 | Черкасский     | Черкассы (29 619 чел.)     |                      | 3163,0          | 308 420 (1897)  |
| 12 | Чигиринский    | Чигирин (17 480 чел.)      |                      | 2876,7          | 239 001 (1900)  |

## Органы власти

### Губернаторы первой губернии
| Ф. И. О.                    | Титул, чин, звание | Время замещения должности |
| --------------------------- | ------------------ | --- |
| Голицын Дмитрий Михайлович  | князь, воевода     | 1708—1718с весны 1707 года был назначен управлять Белгородским разрядом, причём велено его писать Киевским воеводою, а с 6 марта 1711 года — губернатором, здесь он остался до 1718 года |
| Шереметев Владимир Петрович | генерал-лейтенант  | 1731—1736 |
| Леонтьев Михаил Иванович    | генерал-аншеф      | 1738—1752 |
| Глебов Иван Фёдорович       | генерал-аншеф      | 1762—1766 |
| Воейков Фёдор Матвеевич     | генерал-аншеф      | 1766—1776 |
| Ельчанинов Яков Васильевич  | генерал-поручик    | 1776—1781 |

### Правители наместничества
| Ф. И. О.                          | Титул, чин, звание              | Время замещения должности       |
| --------------------------------- | ------------------------------- | ------------------------------- |
| Ширков Семён Ермолаевич           | генерал-поручик                 | 1782—1795                       |
| Красно-Милашевич Василий Иванович | генерал-майор (тайный советник) | 1796—17.06.1797 18.07.1799—1800 |
| Николай Михайлович Бердяев        | генерал-поручик                 | 30.11.1797—18.07.1799           |

### Губернаторы второй губернии
| Ф. И. О.                         | Титул, чин, звание                                                      | Время замещения должности |
| -------------------------------- | ----------------------------------------------------------------------- | ------------------------- |
| Теплов Алексей Григорьевич       | действительный статский советник                                        | 13.07.1800—27.09.1800     |
| Коробьин Михаил Степанович       | действительный статский советник                                        | 27.09.1800—1803           |
| Панкратьев Пётр Прокофьевич      | тайный советник                                                         | 1803—13.03.1810           |
| Ланской Дмитрий Сергеевич        | тайный советник                                                         | 17.05.1810—30.11.1811     |
| Санти Александр Львович          | действительный статский советник                                        | 30.11.1811—1813           |
| Черепанов Павел Сидорович        | статский советник (действительный статский советник)                    | 1813—1817                 |
| Назимов Фёдор Викторович         | действительный статский советник                                        | 1817—06.07.1820           |
| Бухарин Иван Яковлевич           | действительный статский советник                                        | 06.07.1820—1822           |
| Ковалёв Иван Гаврилович          | действительный статский советник                                        | 1822—24.02.1828           |
| Катеринич Василий Семёнович      | действительный статский советник                                        | 25.02.1828—01.05.1832     |
| Обресков Дмитрий Михайлович      | действительный статский советник                                        | 02.05.1832—04.06.1832     |
| Лашкарёв Григорий Сергеевич      | статский советник                                                       | 04.06.1832—05.09.1833     |
| Корнилов Александр Алексеевич    | действительный статский советник                                        | 10.01.1834—12.04.1835     |
| Гурьев Александр Дмитриевич      | генерал-лейтенант (военный губернатор с управлением гражданской частью) | 07.06.1835—15.11.1837     |
| Переверзев Фёдор Лукич           | действительный статский советник                                        | 29.11.1835—12.04.1839     |
| Фундуклей Иван Иванович          | действительный статский советник                                        | 12.04.1839—11.04.1852     |
| Кривцов Андрей Дмитриевич        | генерал-майор (исправляющий должность)                                  | 21.04.1852—09.03.1855     |
| Гессе Павел Иванович             | генерал-майор                                                           | 11.03.1855—04.01.1864     |
| Казнаков Николай Геннадьевич     | генерал-лейтенант                                                       | 04.01.1864—29.11.1866     |
| Эйлер Николай Павлович           | Свиты Его Величества генерал-майор                                      | 29.11.1866—13.01.1868     |
| Катакази Михаил Константинович   | действительный статский советник                                        | 19.01.1868—05.03.1871     |
| Гессе Николай Павлович           | гофмейстер, действительный статский советник                            | 12.03.1871—18.11.1881     |
| Гудим-Левкович Сергей Николаевич | в звании камергера, действительный статский советник                    | 18.11.1881—22.05.1885     |
| Томара Лев Павлович              | гофмейстер, тайный советник                                             | 30.05.1885—09.04.1898     |
| Трепов Фёдор Фёдорович           | генерал-лейтенант                                                       | 17.04.1898—06.09.1903     |
| Саввич Павел Сергеевич           | генерал-майор                                                           | 06.09.1903—08.10.1905     |
| Ватаци Александр Александрович   | генерал-майор                                                           | 08.10.1905—27.10.1905     |
| Саввич Павел Сергеевич           | генерал-майор                                                           | 02.11.1905—15.08.1906     |
| Веретенников Алексей Порфирьевич | генерал-майор                                                           | 15.08.1906—15.12.1906     |
| Курлов Павел Григорьевич (и. о.) |                                                                         | 12.1906—1907              |
| Игнатьев Павел Николаевич        | граф, статский советник (действительный статский советник)              | 17.02.1907—18.05.1909     |
| Гирс Алексей Фёдорович           | статский советник (действительный статский советник)                    | 18.05.1909—17.12.1912     |
| Суковкин Николай Иоасафович      | шталмейстер                                                             | 17.12.1912—1915           |
| Игнатьев Алексей Николаевич      | граф, церемониймейстер                                                  | 1915—1917                 |

### Губернские предводители дворянства
| Ф. И. О.                        | Титул, чин, звание               | Время замещения должности |
| ------------------------------- | -------------------------------- | ------------------------- |
| Закревский Григорий Иосифович   | коллежский советник              | 1781—1784                 |
| Капнист Василий Васильевич      | гвардии подпоручик               | 1784—1787                 |
| Иваненко Иван Михайлович        | поручик                          | 1787—1790                 |
| Тарновский Степан Яковлевич     | коллежский асессор               | 1790—1793                 |
| Иваненко Моисей Михайлович      | поручик                          | 1793—1796                 |
| Козловский Тимофей Лукьянович   | тайный советник                  | 1796—1808                 |
| Ржицский Адам Станиславович     | граф, тайный советник            | 1808—1811                 |
| Потоцкий Франц-Пётр Осипович    | граф                             | 1811—1818                 |
| Моржкевский Станислав Францевич |                                  | 1818—1820                 |
| Рощишивский Василий Казимирович |                                  | 1820—1821                 |
| Олизар Густав Филиппович        | граф                             | 1821—1825                 |
| Шимановский Иосиф Демьянович    |                                  | 16.03.1825—06.09.1826     |
| Тышкевич Генрих Юрьевич         | граф, тайный советник, камергер  | 06.09.1826—26.05.1854     |
| Мадейский Леонард Лонгинович    | действительный статский советник | 26.05.1854—26.07.1857     |
| Ярошинский Октавиан Францевич   | статский советник                | 26.07.1857—08.07.1860     |
| Горват Александр Александрович  | статский советник                | 08.07.1860—09.07.1866     |
| Селецкий Пётр Дмитриевич        | действительный статский советник | 09.07.1866—17.03.1880     |
| Репнин Николай Васильевич       | князь, гофмейстер                | 12.09.1880—19.08.1909     |
| Куракин Михаил Анатольевич      | князь, коллежский асессор        | 19.08.1909—30.01.1912     |
| Безак Фёдор Николаевич          | отставной гвардии полковник      | 30.01.1912—1917           |

### Вице-губернаторы
| Ф. И. О.                                   | Титул, чин, звание                                                                                | Время замещения должности |
| ------------------------------------------ | ------------------------------------------------------------------------------------------------- | ------------------------- |
| Андрей Максимович Руновский                | коллежский советник (статский советник)                                                           | 06.01.1797—29.06.1799     |
| Четвериков Филипп Прохорович               | действительный статский советник                                                                  | 29.06.1799—18??           |
| Вейтбрехт Иван Фридрихович                 | коллежский советник                                                                               | ?—25.08.1811              |
| Андреевский Степан Семёнович               | действительный статский советник                                                                  | 28.05.1811—16.11.1811     |
| Катеринич Василий Семёнович                | коллежский советник (статский советник)                                                           | 3.12.1811—25.02.1828      |
| Кочубей Аркадий Васильевич                 | статский советник, в звании камергера                                                             | 09.03.1828—21.04.1830     |
| Пасенко Дмитрий Степанович                 | действительный статский советник                                                                  | 03.06.1830—17.06.1832     |
| Пенкин Яков Иванович                       | коллежский советник (действительный статский советник)                                            | 17.06.1832—01.01.1838     |
| Кудашев Сергей Данилович                   | князь, надворный советник                                                                         | 01.02.1838—06.07.1844     |
| Бибиков Николай Петрович                   | коллежский советник (статский советник)                                                           | 07.07.1844—10.12.1852     |
| Веселкин Михаил Александрович              | надворный советник (исправляющий должность) (коллежский советник, утверждён 24.10.1854)           | 10.12.1852—24.01.1858     |
| Брауншвейг Рудольф Иванович                | статский советник                                                                                 | 24.01.1858—14.02.1858     |
| Селецкий Пётр Дмитриевич                   | в звании камер-юнкера, коллежский советник (в звании камергера, действительный статский советник) | 14.02.1858—18.06.1866     |
| Гессе Николай Павлович                     | в звании камергера, статский советник                                                             | 18.06.1866—12.03.1871     |
| Гудим-Левкович Сергей Николаевич           | коллежский советник, статский советник                                                            | 12.03.1871—23.04.1877     |
| Горчаков Константин Александрович          | светлейший князь, в должности шталмейстера, надворный советник                                    | 29.04.1877—01.11.1878     |
| Милорадович Леонид Александрович           | в звании камер-юнкера, коллежский советник                                                        | 01.11.1878—15.06.1879     |
| Друцкой-Соколинский Александр Владимирович | князь, статский советник                                                                          | 29.06.1879—26.12.1879     |
| Баумгартен Александр Павлович              | в звании камер-юнкера, действительный статский советник                                           | 18.01.1880—17.02.1894     |
| Фёдоров Дмитрий Сергеевич                  | в звании камергера, коллежский советник                                                           | 24.02.1894—28.03.1896     |
| Слепцов Павел Александрович                | в звании камергера, статский советник                                                             | 28.03.1896—27.07.1898     |
| Штакельберг Флор Александрович             | барон, действительный статский советник                                                           | 11.10.1898—26.07.1905     |
| Рафальский Трифилий Лукич                  | действительный статский советник                                                                  | 13.08.1905—19.05.1906     |
| Чихачёв Николай Николаевич                 | коллежский советник (статский советник)                                                           | 19.05.1906—23.08.1910     |
| Кашкаров Борис Дмитриевич                  | коллежский советник (статский советник)                                                           | 23.08.1910—1914           |
| Ден Виктор Эдуардович                      | статский советник                                                                                 | 1914—1917                 |

## Распределение угодий
По сведениям за 1889 год, казне принадлежали 141 838 десятин (3,2 %), удельному ведомству 95 077 десятин (2,1 %), монастырям и церквам 58 182 десятины (1,3 %), городским обществам 44 976 десятин (1,02 %), различным частным учреждениям и обществам 30 590 десятин (0,7 %), землевладельцам 1 771 847 десятин (40,4 %), крестьянам 1 967 854 десятины (44,9 %), под дорогами, озёрами и болотами 269 395 десятин (6,38 %). Усадебной земли считалось 73 720 десятин, под садами 26 384 десятины, под огородами 176 300 десятин, под пашнями 1 762 537 десятин, под паром 860 497 десятин, под заливными лугами 75 515 десятин, под незаливными лугами 166 397 десятин, под выгонами и пастбищами 89 892 десятины, под виноградниками и хмелевыми плантациями 8 десятин, под лесом строевым 197 820 десятин, под дровяным 274 437 десятин, под кустарниковым 219 369 десятин, под населёнными местами и проч. 458 883 десятины; вообще удобной земли 4 105 990 десятин, неудобной 273 769 десятин, а всего 4 379 759 десятин.
По обязательному губернскому страхованию, в Киевской губернии было застраховано 463 938 строений, в том числе по нормальной оценке 338 816 и по особой 125 122; все эти строения застрахованы в сумме 24 648 280 руб. и оценены в 77 761 914 руб. По добровольному страхованию принято 657 строений, стоимостью в 1 104 394 руб., застрахованных в сумме 571 167 руб. Страхового капитала к 1893 г. состояло по обязательному страхованию 2 477 516 руб., по добровольному страхованию 103 509 руб.

## Сельское хозяйство
Главное занятие жителей — земледелие. За 8-летие 1883—90 гг. средний урожай главнейших хлебов и других растений был следующий: озимой и яровой ржи около сам — 6, озимой пшеницы то же, яровой пшеницы около сам — 4, овса около сам — 5 ячменя то же, гречихи около сам — 3, проса около сам — 9. В 1892 году под свекловичными плантациями находилось 68 219 десятин и собрано 49 430 770 пудов сахарной свекловицы. В 1891 году было посеяно в К. губернии озимой и яровой ржи 464 667 четвертей, озимой пшеницы 364 436 четвертей, яровой пшеницы 7793 четверти, овса 526 800 четвертей, ячменя 152 051 четверть, гречихи 175 974 четверти, проса 65 895 четвертей, кукурузы 905 четвертей, картофеля 210 566 четвертей, гороха 13 036 четвертей; сена собрано 20 022 312 пудов. Вообще за десятилетие 1883—92 гг. средний посев всех зерновых хлебов в Киевской губернии был 13 166 819 пудов, средний сбор 73 498 441 пуд, средний остаток 19 525 311 пудов (за удовлетворением потребности на посев и продовольствие населения); средний сбор картофеля за 10 лет 10 128 936 пудов, средний остаток 1 530 368 пудов. Продовольственный капитал Киевской губернии составлял в 1891 г. 3 688 176 руб. (из них в долгах 88 494 руб.); сверх того, состояло запасов хлеба в натуре налицо озимого 257 346 четвертей, ярового 112 883 четверти; в долгах озимого 137 749 четвертей, ярового 68 784 четверти.
Лесоводство было развито преимущественно в северной полосе губернии, хотя более или менее значительные лесные участки находились и в южных уездах. Наиболее богаты лесами были уезды Радомысльский (267 537 десятин), Киевский (119 649 десятин) и Черкасский (85 874 десятины), беднее других — Уманский уезд (18 778 десятин). До издания лесоохранительного закона леса истреблялись беспощадно: в 1859 году в губернии числилось под лесами 1130 000 десятин, а в конце XIX века — 691 626 десятин. Многие местности (особенно в уездах Бердичевском, Уманском и Васильковском) сильно нуждались в топливе и строевом лесе. Правильное лесное хозяйство было мало развито. В некоторых казённых лесничествах были лесные питомники.
Рациональное луговодство и травосеяние также не процветали. Из 241 912 десятин лугов в губернии было более 31 % заливных.
Скотоводство — повсеместно, особенно в уездах Радомысльском, Уманском и Киевском. В 1892 г. числилось в губернии лошадей 316 171, рогатого скота 571 365 голов, овец простых 879 788, овец тонкорунных 5496, коз 72 466, свиней 345 413. В конце XIX — начале XX века некоторые местные землевладельцы стали применять верблюдов для сельскохозяйственных работ. Частных конских заводов числилось в 1889 году 41, с 214 заводскими жеребцами, 1109 матками (арабских, английских и местных пород).
Пчеловодство в незначительных размерах было развито повсюду в губернии (особенно в монастырских владениях); шелководством, водворённым здесь ещё в 1725 году, занимались больше всего в Таращанском и Уманском уездах.
Садоводством занимались больше всего в уездах Уманском, Каневском и Таращанском; всего под садами числилось 26 384 десятины, под огородами — 176 300 десятин. Хмелеводство и виноградарство не имели значения и существовали только на владельческих землях; в ничтожных размерах культивировался и табак. Рыболовство было развито во всех селениях приречных, особенно по Днепру, Припяти, Тетереву и Ирпени, но было лишь подсобным промыслом.

## Промышленность
Кустарные промыслы были мало развиты. Жители, кроме земледелия, занимались торговлей и ремёслами (преимущественно евреи), работой на фабриках и заводах, извозом и т. п. Предприятий, обложенных раскладочным и 3 % сбором, было: 1) торговых 2852, с годовым оборотом 58 963 тыс. руб. и прибылью 3 057 150 руб. и 2) промышленных 281, с оборотом 11 189 900 руб. и прибылью 755 670 руб. Главные заводы — сахарные и винокуренные.
По свеклосахарному делу Киевская губерния занимала первое место в России. В 1891—92 гг. было свеклосахарных заводов 63, на которых переработано 7 842 728 берковцев (около 4678 тонн) свекловицы. Выработано из неё 8275 тыс. пудов (около 136 тысяч тонн) сахара и 3318 тыс. пудов (около 54 тысяч тонн) патоки. Рафинирование сахара производилось на 2 свеклосахарно-рафинадных и на 3 рафинадных заводах; выделано рафинада 2,7 млн пудов (около 44 тысяч тонн). В конце XIX века число свеклосахарных заводов уменьшилось, но производство увеличилось более чем вдвое. Плантаций у них 74 891 десятина, рабочих — 25 664 человека. Получено акциза с сахара 14 511 639 руб. и, кроме того, патентного сбора 55 009 руб.
Винокуренных заводов в 1893 году действовало 76, с производством на 10 865 000 руб. 54 завода пользовались правами сельскохозяйственного винокурения. Было выкурено 1 463 308 ведер спирта. На 4 дрожже-винокуренных заводах выкурено 11 367 960 град. и добыто дрожжей 2 551 752½   фунта. Вывезено за границу спирта 60 894 ведра. На местное употребление израсходовано безводного спирта 89 758 267 град. Оптовых складов было 286, водочный завод 1, пиво-медоваренных заводов 12, пивоваренных 2 и медоваренных 13. Пива выделано 942,6 тыс. вёдер, мёда 6,6 тыс. Раздробительной продажей «питей» (алкогольных напитков) занимались 3 ведерные лавки, 266 ренсковых погребов, 140 погребов виноградных вин, 2567 трактиров и гостиниц при почтовых станциях, 114 буфетов, 883 винные и 183 пивные лавки и 18 временных выставок для продажи.
Всех табачных фабрик было 16; они выбрали бандеролей (акцизных марок) на 1 741 316 руб. На фабрики поступило листового табака иностранного 2512 пудов, туземного (кроме махорки) 88 198 пудов и махорки 148 178 пудов.
Уксус выделывали 6 заводов, лак — 1 завод. Нефтяные продукты обрабатывались на 3 заводах. Из остальных фабрик и заводов было стеклянных 6, суконных 4, писчебумажных 3, лесопилен 31, мыловаренных 1, воско-свечных 8, кожевенных 229, кафельных 3, кирпичных 65, фаянсовых 5, каменоломен 1, буроугольная копь 1, машиностроительных 3, чугунолитейных и слесарно-механических 24, паровых мельниц 13, водяных 55, экипажных заведений 6, земледельческих машин и орудий 1, искусственных минеральных вод 15 и т. д. По сведениям за 1889 год, машиностроительные заводы имели производство на 1914 тыс. руб., кожевенные на 1129 тыс. руб., мукомольные на 6940 тыс. руб., лесопильни на 613 тыс. руб., бумажные на 541 тыс. руб., кирпичные на 451 тыс. руб. Всех фабрик и заводов в 1892 году считалось 119; на них работало 4978 человек.
Торговых документов выдано в 1893 году 46 160. Из ярмарок самое важное значение имели Сретенская (контракты) в Киеве и бердичевская — Успенская. В 1890—91 годах было отправлено из губерний пшеницы 9673 тыс. пудов, ржи 1034 тыс. пудов, овса 839 тыс. пудов, ячменя 496 тыс. пудов, муки пшеничной 1087 тыс. пудов, ржаной 212 тыс. пудов. Главными станциями отправления по железным дорогам были Белая Церковь, Шпола, Ольшаница, Каменка и Фундуклеевка; по Днепру — Ржищево и Прохоровка. По рекам Киевской губернии нагружено (1892 год) и отправлено 2069 судов и 210 плотов, с кладью всего до 4557 тыс. пудов и ценностью на 5909 тыс. руб., а прибыло и разгрузилось 2702 судна и 722 плота, с товаром до 9 614 363 пудов, на 4 690 770 руб.
Через Киевскую губернию проходили несколько железных дорог. От станции Казатин 3 ветви — на Брест-Литовск, Одессу и Умань. От станции Вапнярка до Христиновки, на 110 вёрст, — отдельная железнодорожная ветвь. От станции Фастов — железная дорога до станции Знаменки Харьково-Николаевской железной дороги. На Фастовской дороге от станции Цветково отделяется линия до Шполы, а от станции Бобринской — к городу Черкассы. Кроме этих главных ветвей, было ещё несколько побочных на 3—5 вёрст, проведенных к сахарным заводам. Пароходное сообщение в губернии — по Днепру и его притокам.
В 1891 году сберегательных касс было 48; в них оставалось к этому году 3429 тыс. руб., внесено в 1891 году 3721,5 тыс. руб., истребовано 2512,5 тыс. руб. и осталось 4791,3 тыс. руб. К 1893 году ссудосберегательных товариществ было 10, с 4762 членами и оборотом в 1 269 027 р. У городов Киевской губернии в 1891 году было капиталов 863 670 руб.

## Образование
Кроме учебных заведений в городе Киеве, мужская и женская гимназии в местечке Белая Церковь (Васильковского уезда), мужская прогимназия и училище земледелия и садоводства в Умани, мужская прогимназия и частное женское училище 1 разряда в городе Черкассах, мужская гимназия и 4-классная женская прогимназия в местечке Златополе Чигиринского уезда, учительская семинария в местечке Коростышев, духовные училища в местечке Богуслав и городах Умани и Черкассах, лесное училище (при черкасском лесничестве). При смелянском 2-классном училище (местечко Смела, Черкасского уезда): а) дополнительный класс конторских знаний и б) технические классы со специальным курсом сахароварения. В том же местечке Смеле частное женское 4-классное училище, а в местечке Городище — сельскохозяйственное низшее училище 1 разряда. В ведении министерства народного просвещения низших учебных заведений было 12 двухклассных мужских и 11 женских городских училищ, 42 одноклассных городских приходских училищ, 20 двухклассных сельских училищ и 129 одноклассных. При 32 училищах были классы для взрослых, с 879 учащимися. Ремесленных и рукодельных классов было 60. Во всех этих училищах 190 законоучителей, 221 учитель, 79 учительниц, 31 учителей пения, 30 учительниц рукоделия, 7 учителей ремесел, остальных 76, всего 634. Из них высших учебных заведений окончило 18, получили специальную подготовку 151 человек, в средних учебных заведениях 278. Учащихся всего 13357 мальчиков и 3585 девочек; поступило в 1893 г. 6149 человек и окончило курс 1823 человека. На содержание училищ поступило из государственной казны 73024 руб., от городских обществ 83954 руб., от сельских обществ 35662 руб., от удельного ведомства 2279 руб., из сбора государственных крестьян 8663 руб., платы за учение 25313 руб., пожертвований частных лиц 51867 руб., % с капиталов 9381 руб., всего 290144 руб. Церковно-приходских школ считалось 862, из них двуклассных 23. В церковно-приходских школах и в школах грамоты считался 79731 учащийся. Частных учебных заведений было 32, главным образом в городе Киеве. Еврейских училищ было казённых 2-классных 1, 1-классных 2 и частных мужских 11, женских 9, талмуд-тор 5, хедеров 222, всего 250. Немецких школ было 17, с 690 учащимися (из них 324 девочки). Библиотеки (кроме Киева) в городе Бердичеве (общественная), при почтовой конторе в местечке Белая Церковь, в местечке Звенигородке (частная), в местечке Шполе при почтово-телеграфной конторе, в Радомысле (частная), в Умани (частная), в местечке Смеле 1 частная и 1 управления Фастовской дороги и в местечке Златополе (частная).
Богадельни были еврейские в городах Бердичеве, Василькове, местечке Белая Церковь, местечке Смеле; приют для бедных православных в городе Черкассы. Всех врачей в губернии в 1893 году было 566 (в том числе 278 в Киеве), женщин-врачей 18, фельдшеров 601, лекарских учеников 8, фельдшериц 6, повивальных бабок 299. Больницы есть во всех уездных городах; кроме того, при 65 сахарных заводах были больницы (от 5 до 15 кроватей) и ещё при 8 промышленных заведениях — больницы или приёмные покои. На медицинскую часть израсходовано в 1893 году 751421 руб. В 1891 году амбулаторная помощь оказывалась в 95 пунктах и ею воспользовались 222191 человек. Специальных амбулаторий было 4 (3 частные и 1 Красного Креста).

## Археология
Киевская губерния в археологическом отношении считалась «очень замечательной». По классификации В. Б. Антоновича, курганы губернии разделялись на 3 главных периода:
- 1) могилы каменного века;
- 2) скифские курганы
- и 3) славянские могилы каменного века, которые, в свою очередь, распадаются на три типа:
  - a) курганы небольшие, бедные предметами; в них встречаются отбивные кремнёвые орудия;
  - b) гробницы без насыпей (встречаются редко; в них попадаются горшки с примитивным орнаментом, полные пережжённых костей, а также полированные кремнёвые орудия);
  - c) большие насыпи (ряд могильных ям, в каждой по 1, 2, 3 скелета; все черепа длинноголовые; вещей мало: встречаются костяные вещи, несколько экземпляров бронзового века; самая характерная черта этого типа — окраска костей охрой, красной железистой краской).

Славянские могилы встречаются в южной части Киевской губернии. Северный предел скифских курганов — линия по Ирпеню (конец леса); на север от неё известен только один курган, на Припяти. В славянских курганах золото встречается очень редко, бронза совсем не встречается; излюбленный их металл — серебро.
В исследовании профессора В. Б. Антоновича (им составлена и археологическая карта губернии, с подробным описанием) и графа А. А. Бобринского: «Курганы и случайные археологические находки близ местечка Смелы» (СПб., 1887 и 1894) указаны интересные находки в курганах К. губернии, а также их литература. Древние пещеры находятся в городе Киеве и в уездах Васильковском, Звенигородском, Каневском, Сквирском, Таращанском, Черкасском, Чигиринском и Липовецком. Остатки древней крепости сохранились в селе Мервине Липовецкого уезда, насыпные валы — в уездах Киевском, Бердичевском, Звенигородском и др. Городищ много в разных уездах; в некоторых из них находили оружие, монеты и др. предметы. Каменные бабы найдены в селе Буки (Сквирского уезда), около города Чигирина и в селе Субботове (Чигиринского уезда). Из сочинения Н. Беляшевского «Монетные клады Киевской губернии» видно, что в Киевской губернии найдено много монетных кладов — аббасидских, тагеридских, саманидских, римских, антиохийских, польских и т. д. В музее университета св. Владимира собрана богатая коллекция древностей Киевской губернии.